# Marisol del Olmo
Marisol del Olmo (9. svibnja, 1975. – Ciudad de México, Meksiko) meksička je glumica poznata po svojim ulogama u telenovelama Strast, Odavde do vječnosti i Tvoja sam vlasnica.

## Filmografija
| Godina        | Naslov                        | Uloga                    | Vrsta               |
| ------------- | ----------------------------- | ------------------------ | ------------------- |
| 2010.         | Tvoja sam vlasnica            | Gabriela Islas           | telenovela          |
| 2009.         | Adictos                       | -                        | -                   |
| 2008. – 2009. | Odavde do vječnosti           | Erika Astorga            | telenovela          |
| 2008. – 2009. | La rosa de Guadalupe          | Cecilia / Isabel / Lorna | televizijska serija |
| 2007.         | Strast                        | Jimena                   | telenovela          |
| 2003.         | Ladrón de corazones           | Marcela                  | telenovela          |
| 2002.         | Clase 406                     | Eugenia Moreti           | telenovela          |
| 2001.         | El manantial                  | Mercedes                 | telenovela          |
| 2000.         | La casa en la playa           | Mireya Rodríguez         | televizijska serija |
| 1998. – 1999. | El privilegio de amar         | Antonia 'Toña' Fonseca   | telenovela          |
| 1997.         | Pueblo chico, infierno grande | Leocadia                 | telenovela          |
| 1996.         | Sentimientos ajenos           | Lupita                   | telenovela          |

## Nagrade

### Premios TV y Novelas
| Godina | Kategorija                       | Telenovela | Rezultat   |
| ------ | -------------------------------- | ---------- | ---------- |
| 2008.  | Najbolja glumica i co - zvijezda | Strast     | Pobjednica |